# DFB-Junioren-Vereinspokal 2004/05
DFB-Junioren-Vereinspokalsieger 2004/05 wurde der FC Schalke 04. Im Endspiel im Berliner Friedrich-Ludwig-Jahn-Sportpark siegte der FC Schalke 04 am 27. Mai 2005 mit 3:1 gegen Tennis Borussia Berlin.

## Teilnehmende Mannschaften
Am Wettbewerb nahmen die Juniorenpokalsieger bzw. dessen Vertreter aus den 21 Landesverbänden des DFB teil:
| Regionalverband Nord                                                                                          | Regionalverband West                                                                                  | Regionalverband Südwest                                                              | Regionalverband Süd | Regionalverband Nordost |
| --- | --- | ------------------------------------------------------------------------------------ | --- | --- |
| - Schleswig-Holstein: VfB Lübeck - Hamburg: Hamburger SV - Bremen: Werder Bremen - Niedersachsen: Hannover 96 | - Westfalen: FC Schalke 04 - Mittelrhein: Bayer 04 Leverkusen - Niederrhein: Borussia Mönchengladbach | - Rheinland: TuS Mayen - Südwest: 1. FC Kaiserslautern - Saarland: 1. FC Saarbrücken | - Hessen: Kickers Offenbach - Baden: SV Waldhof Mannheim - Südbaden: SC Freiburg - Württemberg: SGV Freiberg - Bayern: TSV Eintracht Bamberg | - Mecklenburg-Vorpommern: F.C. Hansa Rostock - Brandenburg: FC Energie Cottbus - Berlin: Tennis Borussia Berlin - Sachsen-Anhalt: 1. FC Magdeburg - Thüringen: FC Carl Zeiss Jena - Sachsen: 1. FC Dynamo Dresden |

## 1. Runde
| Datum                |                          | Ergebnis              |                        |
| -------------------- | ------------------------ | --------------------- | ---------------------- |
| So 22.08.2004, 11:00 | Kickers Offenbach        | 0:1                   | Tennis Borussia Berlin |
| So 22.08.2004, 11:00 | Borussia Mönchengladbach | ?:? n. V. (1:3 i. E.) | Hamburger SV           |
| So 22.08.2004, 11:00 | TuS Mayen                | 1:5                   | VfB Lübeck             |
| So 22.08.2004, 11:00 | 1. FC Magdeburg          | 1:4                   | SC Freiburg            |
| So 22.08.2004, 13:00 | SV Waldhof Mannheim      | 2:5                   | SV Werder Bremen       |

## Achtelfinale
| Datum                |                        | Ergebnis |                      |
| -------------------- | ---------------------- | -------- | -------------------- |
| Sa 20.11.2004, 13:00 | FC Carl Zeiss Jena     | 1:4      | 1. FC Kaiserslautern |
| So 21.11.2004, 10:30 | Hamburger SV           | 0:3      | SC Freiburg          |
| So 21.11.2004, 11:00 | VfB Lübeck             | 1:2      | FC Energie Cottbus   |
| So 21.11.2004, 11:00 | TSV Eintracht Bamberg  | 1:5      | Bayer 04 Leverkusen  |
| So 21.11.2004, 12:30 | SGV Freiberg           | 1:2      | SV Werder Bremen     |
| So 21.11.2004, 14:00 | Tennis Borussia Berlin | 6:1      | 1. FC Saarbrücken    |
| Mi 15.12.2004, 13:00 | 1. FC Dynamo Dresden   | 0:4      | FC Hansa Rostock     |
| So 6.02.2005, 12:00  | Hannover 96            | 0:2      | FC Schalke 04        |

## Viertelfinale
| Datum                |                        | Ergebnis  |                      |
| -------------------- | ---------------------- | --------- | -------------------- |
| Sa 18.12.2004, 14:00 | Tennis Borussia Berlin | 2:0       | FC Energie Cottbus   |
| So 8.02.2005, 11:00  | FC Hansa Rostock       | 3:1       | 1. FC Kaiserslautern |
| So 13.02.2005, 10:30 | SV Werder Bremen       | 3:4 n. V. | SC Freiburg          |
| So 13.02.2005, 11:00 | FC Schalke 04          | 2:0       | Bayer 04 Leverkusen  |

## Halbfinale
| Datum                |                        | Ergebnis              |                  |
| -------------------- | ---------------------- | --------------------- | ---------------- |
| So 13.03.2005, 13:00 | SC Freiburg            | 1:1 n. V. (2:4 i. E.) | FC Schalke 04    |
| Mi 6.04.2005, 18:00  | Tennis Borussia Berlin | 2:1 n. V.             | FC Hansa Rostock |

## Finale
| Paarung                | Tennis Borussia Berlin – FC Schalke 04 |
| Ergebnis               | 1:3 (1:0) |
| Datum                  | 27. Mai 2005 um 17:00 Uhr |
| Stadion                | Friedrich-Ludwig-Jahn-Sportpark, Berlin |
| Zuschauer              | 3.000 |
| Schiedsrichter         | Thorsten Schriever (Dorum) |
| Tore                   | 1:0 Julian Prochnow (17.) 1:1 Tolga Öztürk (60.) 1:2 Tolga Öztürk (72.) 1:3 Markus Heppke (88.) |
| Tennis Borussia Berlin | René Rimkus – Robert Scholl, Erol Duygun, Kai Hanke, Slim Jaballah (77. Ali Avcioglu) – Benjamin Griesert (83. Daniel Schmele), Patrick Hinze (90. Serhat Aktürk), Zafer Yelen, Julian Prochnow – Jack Grubert, Timur Özgöz (60. Metin Cakmak) Cheftrainer: Markus Schatte                 |
| FC Schalke 04          | Manuel Neuer – Durmuş Bayram (54. Hiannick Kamba), André Kilian, Mario Klinger, Niko Bungert – Kevin Kisyna, Alexander Baumjohann (84. Jens Grembowietz), Markus Heppke (90. Marco Perras), Serkan Durmaz (80. Sebastian Boenisch) – Tolga Öztürk, Salih Altın Cheftrainer: Norbert Elgert |
| Gelbe Karten           | Grubert – keine |